# M1917 (baioneta)
A baioneta M1917 foi projetada para ser usada com o rifle "US M1917 Enfield .30", bem como com as sete escopetas de trincheira diferentes dos EUA. A lâmina tinha 17 polegadas (43,2 cm) de comprimento. Não serviria no M1903 Springfield ou no M1 Garand, fuzis de serviço dos EUA, pois eles têm diferentes dimensões de anel de baioneta (cano) e pinos de fixação.

## Histórico
A baioneta M1917 foi usada pela primeira vez durante a Primeira Guerra Mundial por soldados americanos na Frente Ocidental. Um desenho de baioneta tipo espada, o desenho da baioneta M1917 foi baseado na baioneta British Pattern 1913, ela própria derivada da baioneta Pattern 1907, que incorporava uma lâmina longa de 17 polegadas. Embora projetada principalmente para o rifle M1917, a baioneta foi adaptada para uso em todas as "escopetas de trincheira" da época. Observe que a baioneta M1917' e a baioneta British Pattern 14 da qual foi derivada não eram intercambiáveis, e os dois cortes transversais nas alças M1917 foram feitos para fornecer fácil reconhecimento no escuro.

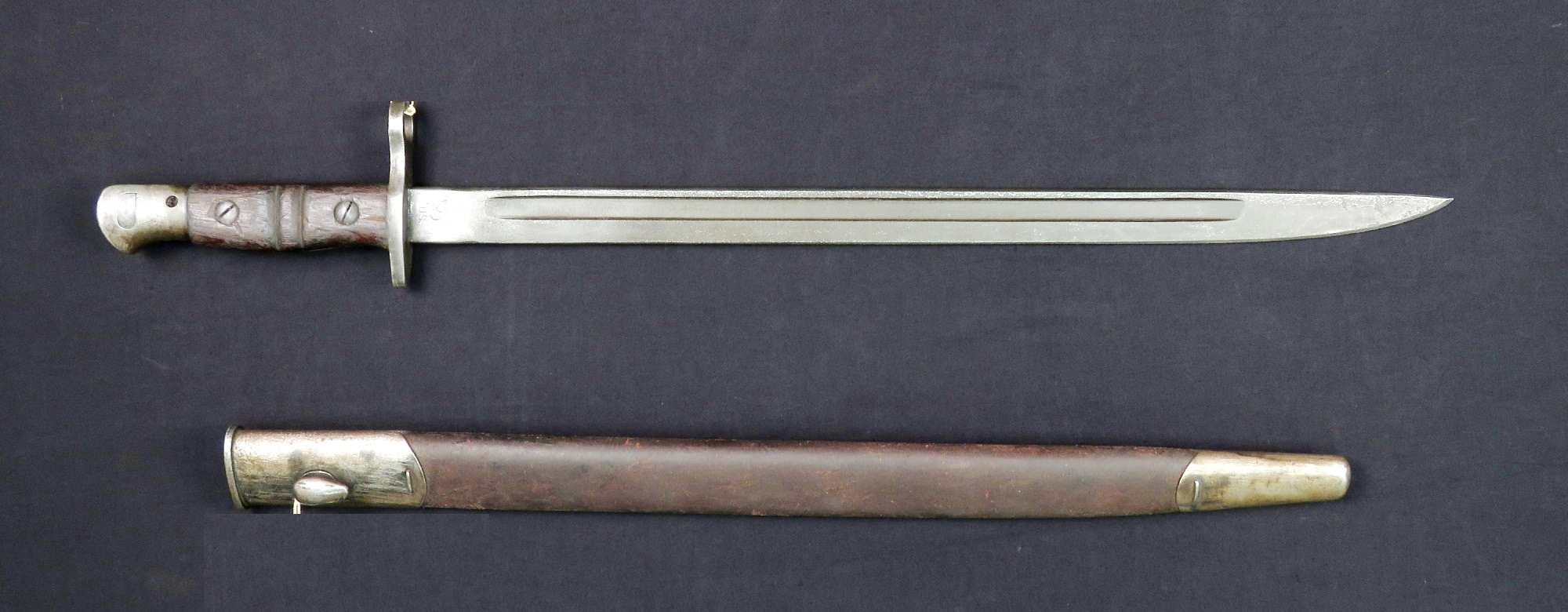
Uma das primeiras baionetas M1917.

A M1917 foi usado com freqüência durante as várias guerras das bananas.
Os EUA continuaram a usar as baionetas M1917 fabricadas na Primeira Guerra Mundial durante a Segunda Guerra Mundial por causa dos grandes estoques que sobraram. Os novos Trench Guns sendo adquiridos e emitidos ainda eram projetados para usar a velha baioneta M1917.

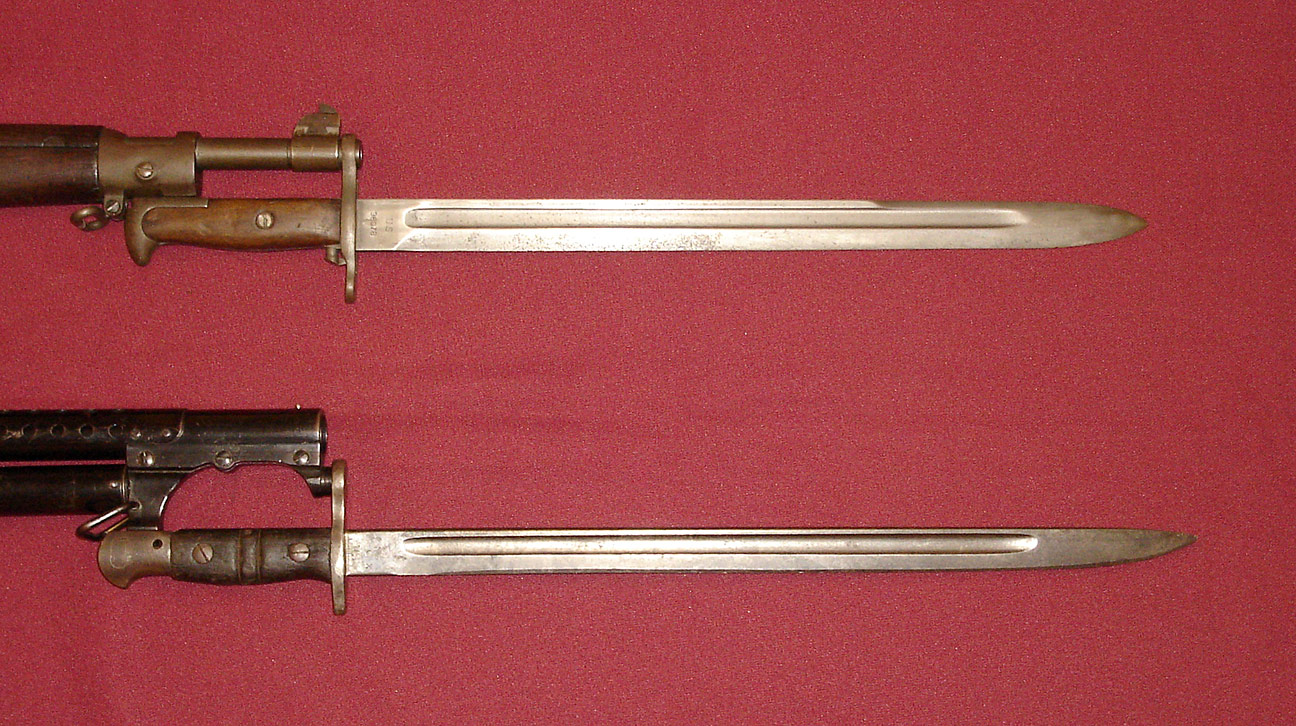
A antecessora, M1905 (acima) e a M1917 (abaixo).

A baioneta M1917 foi novamente utilizada durante a Guerra da Coréia para o problema com os vários canhões Trench ainda em serviço.
Em uma estranha reviravolta do destino, em 1966 foram feitos pedidos de compra de baionetas M1917 de produção totalmente nova. Os contratos foram emitidos para a General Cutlery of Fremont, Ohio e Canadian Arsenals Ltd., o antigo Long Branch Arsenal de Quebec, Canadá. Os estoques finalmente acabaram e novas espingardas de trincheira Winchester 1200 estavam sendo distribuídas. Estes foram usados em quantidades limitadas durante a Guerra do Vietnã.
| A baioneta M1917 e sua bainha padrão. Marcação do fabricante "Beckwith-Arden Inc."Marcação do fabricante "General Cutlery Co."Marcações de diferentes fabricantes |

Foi só no final da Guerra do Vietnã que novas escopetas militares foram projetadas para usar as baionetas de faca mais recentes. Como o Stevens Model 77E com a baioneta M5 ou a espingarda "Model 870 Mark 1" do Corpo de Fuzileiros Navais dos Estados Unidos com a baioneta M7.
As baionetas M1917 ainda eram usadas pelo Exército dos EUA no início de 2000 para uso com a escopeta M1200.

## Armas que usaram a M1917
- M1917 Enfield
- Winchester Model 1897 arma de trincheira
- Winchester Model 1912 arma de trincheira
- Stevens Model 520-30 arma de trincheira
- Stevens Model 620 arma de trincheira
- Remington Model 10 arma de trincheira
- Ithaca Model 37 arma de trincheira
- Winchester Model 1200 arma de trincheira